# Слишком поздно (фильм, 2015)
«Слишком поздно» (англ. Too Late) — фильм-драма 2015 года американского режиссёра Дэнниса Хаука. 
Особенностью фильма является сложная техника съемки каждой из пяти частей фильма одним кадром, без монтажных склеек.

## Сюжет
Сюжет состоит из пяти частей в разных временных периодах, каждая из которых показывает обстоятельства убийства и его расследования главным героем.
1. Молодая девушка Дороти звонит своему старому другу Сампсону, которого не видела 3 года. В ожидании его она знакомится со служителем парка, в котором находится. В течение длительного диалога она рассказывает ему историю своей непростой жизни и историю знакомства с Сампсоном. Собеседник всячески выказывает понимание, но неожиданно набрасывается на нее и душит.
2. Демонстрируется более поздний период, когда Сампсон появляется в доме владельца стриптиз-клуба, где работала Дороти, и, назвавшись частным детективом, обвиняет хозяина дома в заказном убийстве Дороти за шантаж его фотографиями с любовницей. Услышавшая это жена хозяина дома убивает из пистолета мужа, а затем себя.
3. Показывается сцена знакомства Сампсона и Дороти в стрип-клубе 3 года назад.
4. Фильм возвращает нас в период после убийства хозяина стрип-клуба. Сампсон все-таки вычислил убийцу Дороти и с помощью стриптизерши —  подружки Дороти — сажает убийцу в его собственную машину и заставляет его ехать в полицию. Но подозреваемый каким-то образом освобождается и убивает детектива.
5. Фильм снова переносит нас в более ранний период расследования, где Сампсон навещает мать и бабушку Дороти, и, оставшись с матерью погибшей наедине, напоминает ей подробности их скоротечного знакомства 21 год назад и таким образом выясняется что он является отцом Дороти. Он просит женщину прийти на опознание, после чего уходит.

## В ролях
- Джон Хоукс — детектив Сампсон
- Кристал Рид — Дороти
- Дичен Лакмэн — Джилли Бин
- Уэйл Блум[англ.] — Дженет Лайонс
- Джефф Фейхи — Роджер
- Роберт Форстер — Горди Лайонс
- Бретт Джейкобсен — Фонтейн
- Дэш Майхок — Джесси
- Сидни Тамиа Пуатье — Вероника
- Райдер Стронг — Мэтью

## Номинации и награды
- 2015 — Кинофестиваль в Лос-Анджелесе (США) — номинация US Fiction Award
- 2015 — Кинофестиваль в Ольденбурге (Германия) — номинация на German Independence Award по выбору аудитории
- 2015 — Twin Cities Film Fest (Сент-Луис-Парк, Миннесота США) — Breakthrough Achievement Award за лучший художественный фильм